# Marie-José Denys
Marie-José Denys (n. 15 martie 1950, La Rochelle, Poitou-Charentes, Franța – d. 12 ianuarie 2022, La Rochelle, Nouvelle-Aquitaine, Franța) a fost o politiciană franceză, membră a Partidului Socialist, membră a Parlamentului European din 1989 până în 1994  și din nou din 1997 până în 1999. Ea a murit pe 12 ianuarie 2022, la vârsta de 71 de ani.